# Arroyo de Toledo
Der Arroyo de Toledo ist ein Fluss in Uruguay.
Der Arroyo de Toledo verläuft auf dem Gebiet der Departamentos Canelones und Montevideo, als deren Grenzlinie er dient. Er entspringt laut Orestes Araújo etwa vier Kilometer östlich des Punta del Burro im Departamento Maldonado. Gemeint ist hier möglicherweise das Departamento Montevideo. Er führt wenig Wasser und versumpft, bevor er sich ins Meer ergießen kann. Südlich der Stadt Joaquín Suárez trifft der Arroyo Meireles linker Hand auf ihn. Nach Angaben von Isidoro de María soll der Name des Flusses auf einen gleichnamigen, einfachen Siedler in dieser Gegend zurückgehen.